# Розсипне родовище

Типовий розріз алювіального розсипу
Цифри: 1- Корінний плотик (дочетвертинні породи);
2- Піски І стадії (русловий алювій);
3- Торфа І стадії (заплавний алювій);
4- Хибний плотик;
5- Піски ІІ стадії (русловий алювій);
6- Торфа ІІ стадії (заплавний алювій);
7- Ґрунтовий покрив

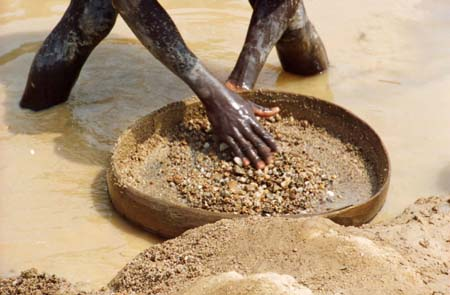
Кустарна розробка розсипного родовища алмазів у Сьєрра-Леоне

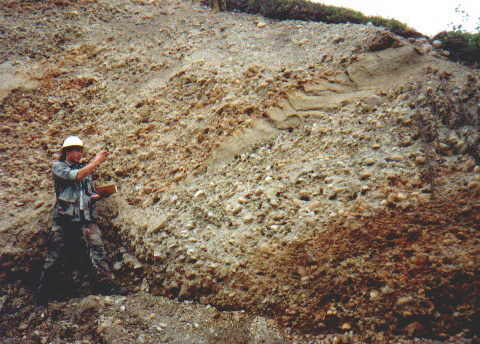
Алювіальні розсипи, Аляска.

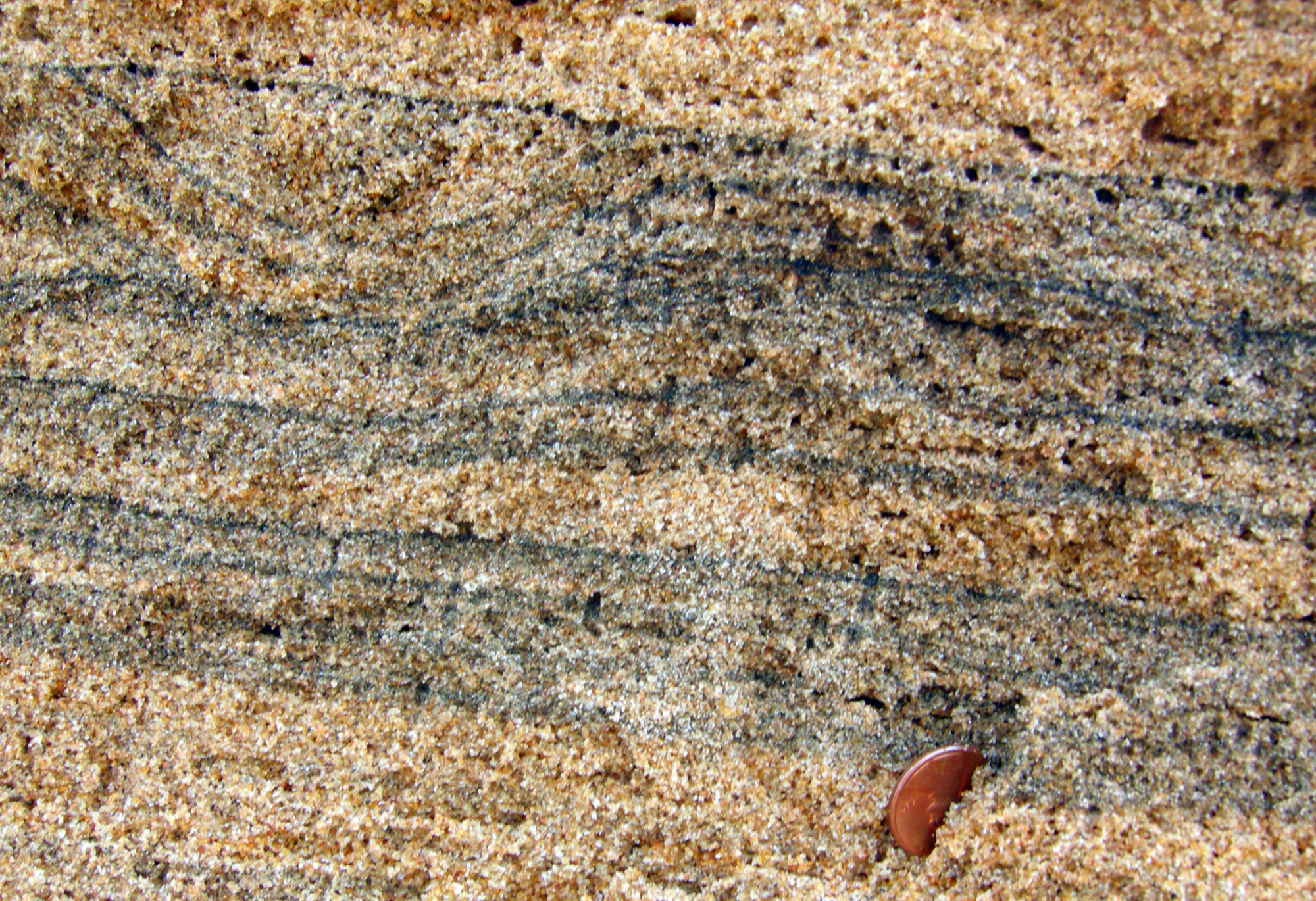
Розріз відкладів пляжного розсипу важких мінералів (темні прошарки) в кварцових пісковиках (Chennai, Індія).

Розсипне родовище, розсип — скупчення уламкових гірських порід, що містять цінні мінерали, розробка яких економічно доцільна і технічно можлива на даному рівні розвитку техніки. Розсипними є найчастіше родовища золота, платини, алмазів, ін. дорогоцінних мінералів, представлені розсипом. Формування розсипного родовища зумовлене фізичним і хімічним вивітрюванням гірських порід і корисних копалин.
Мінеральні зерна в рудах розсипних родовищ і рудах осадового походження не зв’язані взаємним проростанням, але зцементовані в компактну масу м’якою і в’язкою глинистою речовиною. У гірничій масі глинисті домішки можуть знаходитися у вигляді примазок і плівок на рудних частинках, конгломератів з грудками руди, окремих грудок.

## Класифікація
Розсипні родовища розрізняють за типом корисних копалин, походженням, віком. 
За типом корисних компонентів розсипні родовища розділяють на наступні групи: благородних металів (золото, платиноїди), олов'яні, вольфрамові, титано-цирконієві, рідкіснометалічні, ювелірних і ювелірно-виробних каменів, п'єзооптичної сировини. 
За генезисом серед розсипних родовищ виділяють елювіальний, делювіальний, пролювіальний, алювіальний, літоральний, гляціальний, еоловий (дюнний) класи (групи).
За іншою класифікацією виділяють п'ять груп розсипних родовищ: елювіально-делювіальні, алювіальні, прибережні (морські та озерні), льодовикові, еолові. 
За часом утворення розрізнюють сучасні (юночетвертинні) і древні (викопні) розсипні родовища, за умовами залягання — відкриті та поховані. 
За формою покладів серед розсипних родовищ виділяються плащоподібні, пластові, лінзовидні, стрічковидні, шнуркові й гніздові різновиди.
За числом корисних компонентів розсипні родовища можуть бути однокомпонентні та комплексні, полімінеральні та мономінеральні. 
За відношенням до джерела живлення і умов формування розрізнюють розсипні родовища ближнього зносу (на відстані не більше 15 км від корінного родовища) і далекого перенесення та перевідкладення. 
За глибиною залягання — мілкі (до 15-20 м) і глибокі (до 300 м). Розсипні родовища мають важливе значення для видобутку ряду корисних копалин (золото, платина, алмази, титан, вольфрам, олово, тантал, ніобій, торій, ґранат, стибій, кришталь, бурштин і ін.).
Щорічно за кордоном з розсипних родовищ добувають до 90% золота, 90% циркону і ніобію, 80% рідкісних земель з монациту, 70% титану і олова, 65% алмазів, 60% танталу. Основний спосіб розробки розсипних родовищ — відкритий. При цьому застосовують: драги, гідромонітори, екскаватори, скрепери. Синоніми — розсипи, розсипища.

## Окремі різновиди
- Розсип алювіальний — розсип, що утворився в результаті переносу зруйнованого матеріалу корінних порід водяними потоками на значні відстані.
- Розсип береговий — розсип, що утворюється у прибережній зоні морів та озер силою прибою і прибережних течій. Р.б., як правило, збагачується після сильних штормів за рахунок перемивання уламкового матеріалу.
- Розсип верхівковий — делювіальний розсип, що розміщений у верхній частині схилу долини.
- Розсип вічномерзлий — розсип з постійною від'ємною температурою.
- Розсип делювіальний — розсип, складений матеріалами, переміщеними на невеликі відстані від корінного родовища; найчастіше є безпосереднім продовженням алювіального розсипу. Іноді розрізняють власне делювіальний (на схилах) і колювіальний (біля підніжжя схилів) розсип.
- Розсип долинний — розсип, що розташовується у донній частині долини. Має форму витягнутих смуг, що орієнтовані вздовж долини. При розмиванні трансформується у русловий і терасовий розсипи.
- Розсип елювіальний — розсип, що утворився на місці руйнування корінних порід і перекриває їх; характеризується несортованим матеріалом, що складається з уламків корінних порід і глини.
- Розсип еоловий — розсип, що утворився в результаті переносу алювіального розсипу силою вітру. Розповсюджені в пустельних районах. Як правило, невеликі і не мають суттєвого практичного значення.
- Розсип кам'яний — безладне нагромадження необкатаних кам'яних брил (колювію), що накопичується на схилах і біля підніжжя схилів, на вирівняних ділянках у зоні гольців, у високогірних та арктичних районах.
- Розсип ключовий — алювіальний розсип, приурочений до русла; ін. назва — русловий розсип.
- Розсип косовий — розсип, який розташовується на піщано-галечній косі, острові, мілині. Корисний компонент, як правило, локалізований у верхні частині розсипу у вигляді тонких прошарків-цівок або неправильних лінз. Частинки металу в них дрібні, лускоподібні і легко переносяться водою.
- Розсип лагунний — пов'язаний з лагунними відкладами. Утворюється за рахунок виносу корисної копалини водними потоками. Корисний компонент у розсипі розподілений нерівномірно, але, як правило, у верхніх шарах пухких відкладів.
- Розсип льодовиковий — розсип, який утворюється під впливом процесів, що протікають у льодовиках, які руйнують корінні родовища корисних копалин або розсипи іншого походження (алювіальні, делювіальні). Розрізняють розсипи бічних, донних, корінних морен і флювіогляціальних відкладів. Р.л. характеризується невеликою концентрацією корисного компонента і поганою відсортованістю.
- Розсип морський — розсип, приурочений до морських відкладів. Розрізняють Р.м. терасові, берегові і підводні. Близький термін — прибережно-морський розсип.
- Розсип озерний — розсип, приурочений до озерних відкладів. Локалізується поблизу берегів озера. Механізм утворення різний — винесення корисного компонента водними потоками з дна озера і розмивання корінних родовищ прибоєм. Як і у випадку з морськими розсипами, розрізняють Р.о. терасові, берегові і підводні.
- Розсип перевідкладений — виникає внаслідок розмивання і перевідкладення древніших розсипів. Нерідко більш збагачений корисними компонентами, ніж первинний.
- Розсип розпадини — розсип, пов'язаний з відкладами розпадин, невеликих балок, які не мають постійних водотоків. Виникають внаслідок розмиву корінних або давніх (похованих) розсипів. Часто дрібні, але інколи багаті розсипи. Син. — розсип несправжній.
- Розсип русловий — алювіальний розсип, який розташовується безпосередньо в руслі потоку. На відміну від долинних розсипів, у русловому розсипі матеріал весь час перемивається, іноді переміщається вниз по течії. Містить обкатаний подрібнений корисний компонент.
- Розсип складний — розсип, що містить декілька горизонтів корисної копалини, які розділені пустими породами. Механізм їх формування пов'язаний, очевидно, з чергуванням процесів розмивання і накопичення.
- Розсип терасовий — алювіальний розсип, що утворився в результаті поглиблення старої долини. Розрізняють розсипи терасові річкові, озерні та морські.